# Tetramelaceae
Tetramelaceae je čeleď vyšších dvouděložných rostlin z řádu tykvotvaré (Cucurbitales).

## Charakteristika
Zástupci čeledi jsou dvoudomé mohutné stromy, často s kořenovými náběhy. Dřevo je měkké. Listy jsou jednoduché, střídavé, s dlanitou (tří až pětižilnou) žilnatinou, bez palistů. Květy jsou jednopohlavné, pravidelné nebo poněkud nepravidelné, v úžlabních nebo vrcholových klasech nebo latách.
Kališních lístků, tyčinek i plodolistů je stejný počet (4 u rodu Tetrameles, 6 až 8 u rodu Octomeles), koruna je ve stejném počtu nebo chybí. Semeník v samičích květech je spodní, s jednou komůrkou s mnoha vajíčky a s volnými čnělkami. Plodem je mnohasemenná tobolka.

Čeleď je zastoupena jen dvěma druhy ve dvou rodech. Tetrameles nudiflora je rozšířen od jižní Číny a Indie po Novou Guineu a severovýchodní Austrálii, Octomeles sumatranum se vyskytuje v jihovýchodní Asii od Indonésie po Novou Guineu a Šalomounovy ostrovy.

## Taxonomie
V minulosti byla čeleď Tetramelaceae spojována s čeledí Datiscaceae (např. v Cronquistově a Dahlgrenově systému). Jak bylo později zjištěno, taková skupina je parafyletická, pokud by nezahrnovala i čeleď kysalovité (Begoniaceae), která je sesterskou větví čeledi Datiscaceae.

## Využití
Tetrameles nudiflora je nápadný strom s kořenovými náběhy, známý např. z fotografií z khmerské památky Angkor.

## Seznam rodů
Octomeles, Tetrameles